# Placy-Montaigu
Placy-Montaigu est une ancienne commune française du département de la Manche et de la région Normandie, peuplée de 236 habitants.

## Géographie
La commune est aux confins du Bocage virois et du Pays saint-lois. Son bourg est à 6,5 km nord-ouest de Saint-Martin-des-Besaces, à 6,5 km à l'est de Torigni-sur-Vire, à 11 km au sud-ouest de Caumont-l'Éventé et à 19 km au sud-est de Saint-Lô.
Le territoire est à l'écart des axes routiers régionaux. Le bourg de Placy est traversé par la route départementale no 253 reliant Saint-Amand à l'ouest à Saint-Ouen-des-Besaces à l'est. Elle est croisée à l'ouest du bourg par la D 213 qui borde le territoire. Le nord est traversé par la D 53 qui permet de joindre Dampierre à l'est à Saint-Amand. Le bourg y est relié par la D 253E. L'accès à l'A84 se fait à Guilberville (échangeur 40) à 8 km au sud-ouest.
Placy-Montaigu est dans le bassin de la Vire, par son sous-affluent la Drôme qui délimite le territoire au sud-est. Deux de ses affluents parcourent le territoire communal : le ruisseau de Montaigu qui collecte les eaux du nord et de l'ouest du territoire et un ruisseau plus modeste à l'est.
Le point culminant (228 m) se situe au sud, près du lieu-dit Groucy-de-Haut. Le point le plus bas (109 m) correspond à la sortie d'un affluent de la Drôme du territoire, au nord. La commune est bocagère.
| Saint-Amand                                             | Le Perron                                                                                        | Dampierre (Calvados)                                                 |
| Saint-Amand (comm. ass. de Saint-Symphorien-les-Buttes) | Placy-Montaigu                                                                                   | Dampierre (Calvados)                                                 |
| Torigny-les-Villes (comm. dél. de Guilberville)         | Souleuvre-en-Bocage (comm. dél. de Saint-Martin-des-Besaces et Saint-Ouen-des-Besaces, Calvados) | Souleuvre-en-Bocage (comm. dél. de Saint-Ouen-des-Besaces, Calvados) |

## Toponymie
Le nom de la localité est attesté sous les formes Placie en 1200, Placy en 1350, de Planceyo vers 1350.
Le toponyme Placy est formé à partir de l'anthroponyme roman Placius. Montaigu est la simple juxtaposition de mont et aigu, désignant ainsi une hauteur marquée.

## Histoire
Lors de la révolution, Pierre Le Cordier de Bonneval (1766-1826), écuyer, curé de Placy, refusa de prêter serment à la constitution civile du clergé et s'exila à Jersey. En 1795, il faisait partie de l'expédition Le Trésor qui devait débarquer à Granville.
En 1834, Placy (508 habitants en 1831) fusionne avec Montaigu (125 habitants, au nord-ouest de Placy). La commune ainsi constituée prend le nom de Placy-Montaigu.
Le 1er janvier 2017 elle fusionne avec Saint-Amand pour former la commune nouvelle de Saint-Amand-Villages.

## Politique et administration

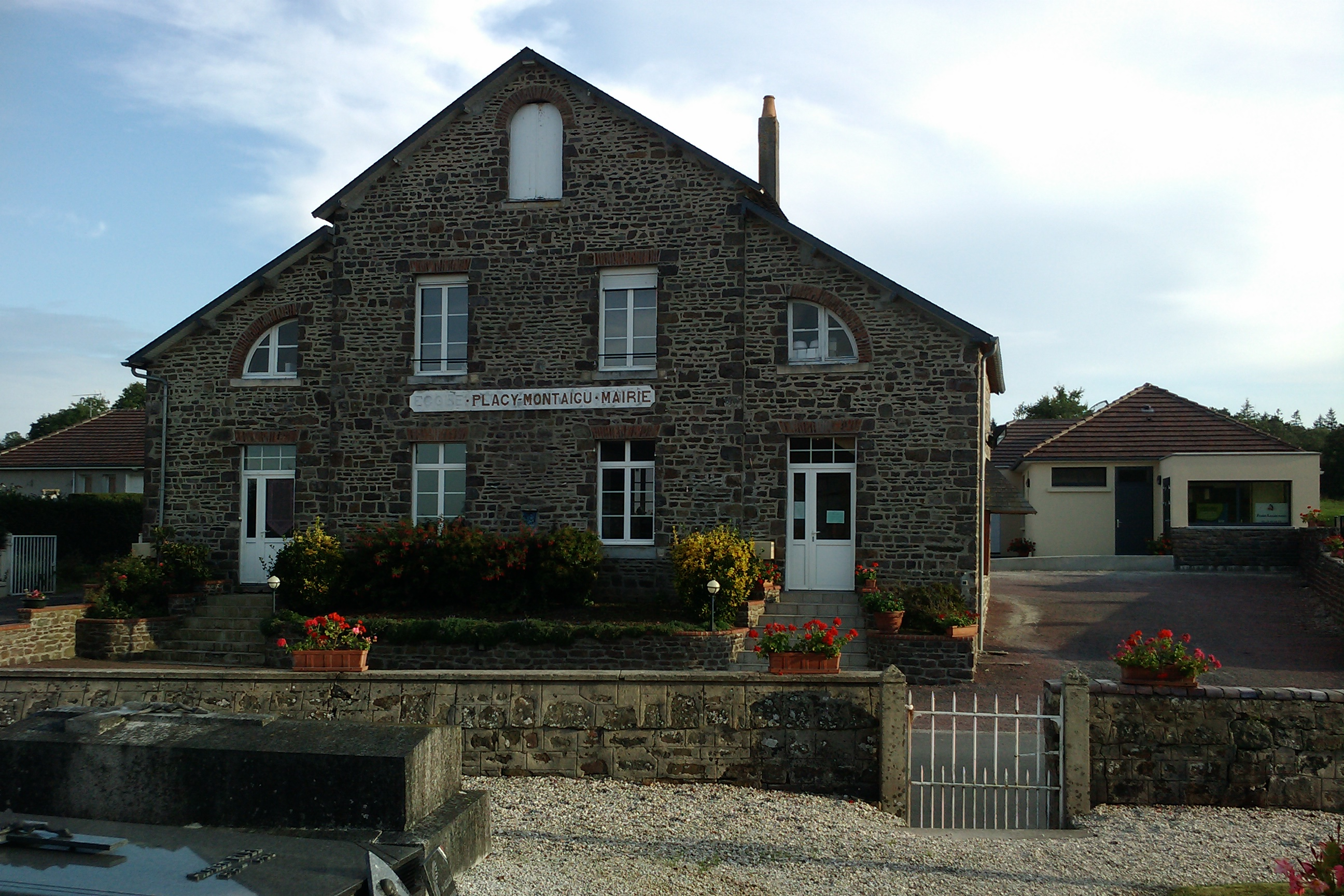
La mairie annexe.

### Liste des maires
| Période                                  | Période           | Identité                  | Étiquette | Qualité                                           |
| ---------------------------------------- | ----------------- | ------------------------- | --------- | ------------------------------------------------- |
| Les données manquantes sont à compléter. |                   |                           |           |                                                   |
| 1834                                     | mars 1837 (décès) | Louis Joachim Denise      |           |                                                   |
| 1837                                     | 1848              | Jean Duchemin             |           |                                                   |
| 1848                                     | 1855              | Pierre Joachim Denise     |           |                                                   |
| 1855                                     | 1865              | Thomas La Cour            |           |                                                   |
| 1865                                     | 1886              | Pierre Thomas Auvray      |           |                                                   |
| 1886                                     | 1888              | Édouard Giraud            |           |                                                   |
| 1888                                     | 1900              | Auguste Guérin            |           |                                                   |
| 1900                                     | 1909              | Jean-François Guérin      |           |                                                   |
| 1909                                     | 1919              | Édouard Rabec             |           |                                                   |
| 1919                                     | 1925              | François de Poilley       |           |                                                   |
| 1925                                     | mai 1945          | Léon Gautier              |           | Cultivateur                                       |
| mai 1945                                 | mai 1967 (décès)  | Octave Mottin (1890-1967) |           | Entrepreneur de travaux agricoles, ancien adjoint |
| 1967                                     | 1986              | Alfred Ruel               |           |                                                   |
| 1986                                     | juin 1995         | Roger Guérin              |           | Ancien premier adjoint                            |
| juin 1995                                | mars 2014         | Roland Terrée             | SE        | Agriculteur                                       |
| mars 2014                                | décembre 2016     | Marcel Binet              | SE        | Retraité                                          |

Le conseil municipal était composé de onze membres dont le maire et deux adjoints.

### Liste des maires délégués
| Période      | Période  | Identité     | Étiquette | Qualité  |
| ------------ | -------- | ------------ | --------- | -------- |
| janvier 2017 | En cours | Marcel Binet | SE        | Retraité |

## Population et société

### Démographie
L'évolution du nombre d'habitants est connue à travers les recensements de la population effectués dans la commune depuis 1793. À partir du 1er janvier 2009, les populations légales des communes sont publiées annuellement dans le cadre d'un recensement qui repose désormais sur une collecte d'information annuelle, concernant successivement tous les territoires communaux au cours d'une période de cinq ans. 
Pour les communes de moins de 10 000 habitants, une enquête de recensement portant sur toute la population est réalisée tous les cinq ans, les populations légales des années intermédiaires étant quant à elles estimées par interpolation ou extrapolation. Pour la commune, le premier recensement exhaustif entrant dans le cadre du nouveau dispositif a été réalisé en 2004,.
En 2021, la commune comptait 236 habitants, en évolution de +1,29 % par rapport à 2015 (Manche : +0,44 %, France hors Mayotte : +2,49 %).
Placy-Montaigu a compté jusqu'à 650 habitants en 1836, population que n'avait jamais atteint l'ensemble des deux communes fusionnées deux ans auparavant.
| 1793 | 1800 | 1806 | 1821 | 1831 | 1836 | 1841 | 1846 | 1851 |
| ---- | ---- | ---- | ---- | ---- | ---- | ---- | ---- | ---- |
| 368  | 375  | 410  | 474  | 508  | 650  | 608  | 598  | 600  |

| 1856 | 1861 | 1866 | 1872 | 1876 | 1881 | 1886 | 1891 | 1896 |
| ---- | ---- | ---- | ---- | ---- | ---- | ---- | ---- | ---- |
| 564  | 524  | 550  | 503  | 498  | 487  | 498  | 495  | 450  |

| 1901 | 1906 | 1911 | 1921 | 1926 | 1931 | 1936 | 1946 | 1954 |
| ---- | ---- | ---- | ---- | ---- | ---- | ---- | ---- | ---- |
| 435  | 400  | 380  | 362  | 384  | 343  | 362  | 317  | 324  |

| 1962 | 1968 | 1975 | 1982 | 1990 | 1999 | 2004 | 2009 | 2014 |
| ---- | ---- | ---- | ---- | ---- | ---- | ---- | ---- | ---- |
| 326  | 312  | 259  | 230  | 201  | 179  | 190  | 217  | 226  |

| 2018 | - | - | - | - | - | - | - | - |
| ---- | - | - | - | - | - | - | - | - |
| 234  | - | - | - | - | - | - | - | - |

| 1793 | 1800 | 1806 | 1821 | 1831 |
| ---- | ---- | ---- | ---- | ---- |
| 99   | 93   | 124  | 148  | 125  |

## Culture locale et patrimoine

### Lieux et monuments
- Église Saint-Nicolas de Placy d'origine XIIIe siècle, refaite au XVIIe. Elle abrite un maître-autel (XVIIIe), des autels latéraux (XVIIe), une chaire à prêcher, stalles et confessionnal (XVIIIe), un lavabo (XVe), les statues de saint Gilles et sa biche (XIIIe), le Sauveur (XVIIIe), Vierge à l'Enfant (XVIIe), saint Nicolas et saint Georges (XIXe), un tableau baptême de Jésus (XVIIIe), une verrière (XXe) de Doumerc et Bessac[7].
- Tour restaurée de l'église Saint-Georges de Montaigu détruite en 1851[7]. Le coq sur le clocher est celui de Placy. calvaire et deux ifs funéraires remarquables.
- Croix de cimetière (XIXe siècle), calvaire et plaque commémorative (XXe siècle) au village la Croix.
- Ruine du château médiéval de Montaigu construit au XIVe siècle par Antoine de Longaulnay. Il est détruit en 1793[7].

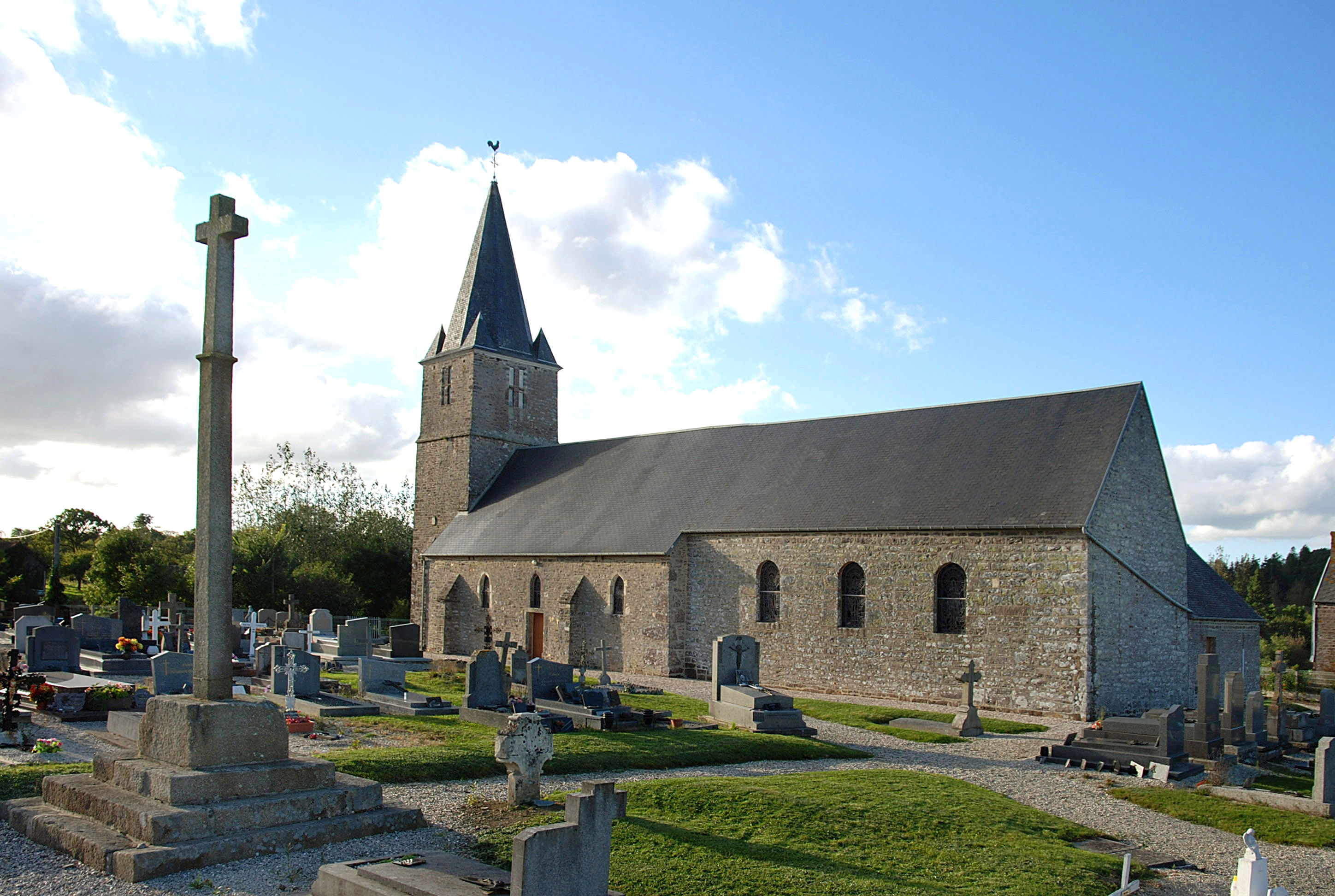
L’église Saint-Nicolas.
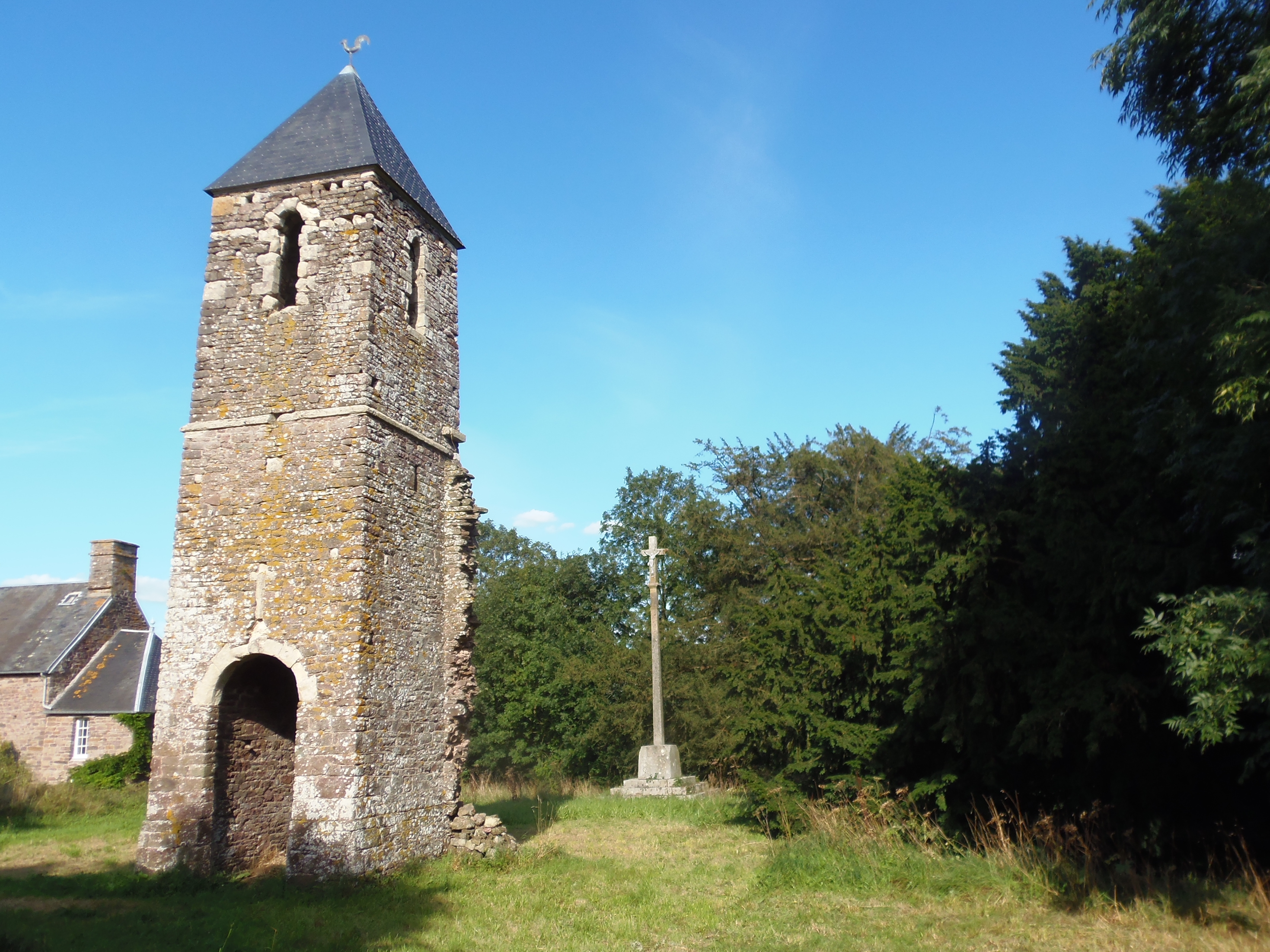
La tour de l'église Saint-Georges.